# Discografia
La discografia è lo studio e l'elencazione delle registrazioni sonore, in particolare riguardo alle opere di un determinato artista, o di un genere musicale ben definito.
Il tipo di informazioni inserite in una discografia varia notevolmente a seconda del tipo e degli obiettivi della discografia stessa, ma solitamente vengono inclusi almeno i nomi degli artisti, il periodo di registrazione, la data e il luogo di pubblicazione.